# Angie Everhart
Pour les articles homonymes, voir Everhart.
 (juin 2017).
Si vous disposez d'ouvrages ou d'articles de référence ou si vous connaissez des sites web de qualité traitant du thème abordé ici, merci de compléter l'article en donnant les références utiles à sa vérifiabilité et en les liant à la section « Notes et références ».
Angela Everhart est une actrice américaine et ancien mannequin, née le 7 septembre 1969 à Akron.

## Biographie
Angie Everhart est la fille de Bobby et Ginnie. Elle commence comme mannequin à 16 ans.
Elle commence comme actrice dans Last Action Hero. Quand elle apparaît dans le film Jade, encore aux débuts de sa carrière d'actrice, Angie Everhart est déjà connue comme « supermodel ». De fait, elle a posé pour Sports Illustrated,.
Elle s'adonne aussi à la conduite de voitures de rallye.

### Vie privée
Angie Everhart a été mariée à Ashley Hamilton de décembre 1996 jusqu'à leur divorce en mars 1997.
Elle fut brièvement fiancée en 1995 à Sylvester Stallone et au peintre italien Luca Bestetti. Des rumeurs lui prêtent une relation avec Albert II de Monaco. Elle eut aussi une aventure avec Howard Stern puis avec Michael Jordan et enfin Joe Pesci (de 26 ans son aîné), en 2008.
Le 24 juillet 2009, elle donne naissance à son premier enfant, un petit garçon, Kayden Bobby, qu'elle eu avec son compagnon Chad Stansbury.
En octobre 2017, elle accuse Harvey Weinstein de s'être masturbé devant elle,.
Elle est passionnée de chute libre.

## Filmographie

### Cinéma
- 1993 : Last Action Hero de  John McTiernan : Video Babe
- 1995 : Jade : Patrice Jacinto
- 1996 : La Reine des vampires (Bordello of Blood) : Lillith
- 1996 : Mad Dogs (Mad Dog Time) : Gabriella
- 1997 : Love in Paris : Lea Calot
- 1997 : Pleins feux sur le président (Executive Target) : Lacey
- 1998 : All About Sex (en) (Denial) d'Adam Rifkin : Candace
- 1998 : The Gardener : Kelly
- 1998 : Welcome to Hollywood d'Adam Rifkin et Tony Markes : Elle-même
- 1999 : L'Heure de la vengeance (BitterSweet) (vidéo) : Samantha 'Sam' Jensen
- 1999 : Alerte rouge (Running Red) : Katherine
- 1999 : Dillinger in Paradise
- 2000 : La Proie du rôdeur (The Stray) : Kate Grayson
- 2000 : Gunblast Vodka : Jane Woods
- 2001 : Heart of Stone : Mary Sanders
- 2001 : Point Doom : Jessica
- 2001 : Le Suppléant 4: Une option sur la victoire (The Substitute: Failure Is Not an Option) (vidéo) : Jenny
- 2001 : Sexual Predator (Last Cry) (vidéo) : Beth Spinella
- 2002 : Témoin mis à nu (Bare Witness) (vidéo) : Carly Marsh
- 2002 : The Real Deal : Samantha Vassar
- 2004 : Bandido : Natalie
- 2006 : Coming Attractions : Supermodel
- 2006 : Payback
- 2006 : Cloud 9 : Julie
- 2007 : Gone : Donna Patulo
- 2008 : The Unknown Trilogy (vidéo) : Donna Patullo
- 2011 : Une soirée d'enfer (Take Me Home Tonight) : Trish Anderson
- 2014 : The Wedding Pact : Laura

### Télévision
- 1998 : Troisième planète après le Soleil (3rd Rock from the Sun) (série télévisée) : Chloe
- 1998 : Caroline in the City (série télévisée) : Susan
- 1999 : D.R.E.A.M. Team (TV) : Kim Taylor
- 2000 : New York, unité spéciale (saison 1, épisode 13) : Emily Waterbury
- 2002 : Liaison scandaleuse (Wicked Minds) (TV) : Lana
- 2002 : UC: Undercover (série télévisée) : Carly
- 2003 : Mariés à jamais (1st to Die) (TV) : Chessy Jenks
- 2003 : Bugs (TV) : Emily Foster
- 2004 : Scandale à Hollywood (The Hollywood Mom's Mystery) (TV) : Julia Prentice
- 2004 : Lingerie Bowl (TV) : NY Euphoria Quarterback
- 2004 : La Clinique du docteur H. (The Cradle Will Fall) (TV) : Katie DeMaio
- 2006 : The Dr. Keith Ablow Show (série télévisée)